# Baie de Dennery
Pour les articles homonymes, voir Dennery.
La baie de Dennery est une baie de Sainte-Lucie.

## Géographie
Le village de Dennery occupe le fond de la baie et est dominé par Dennery Island située au centre de la baie. 

## Notes et références

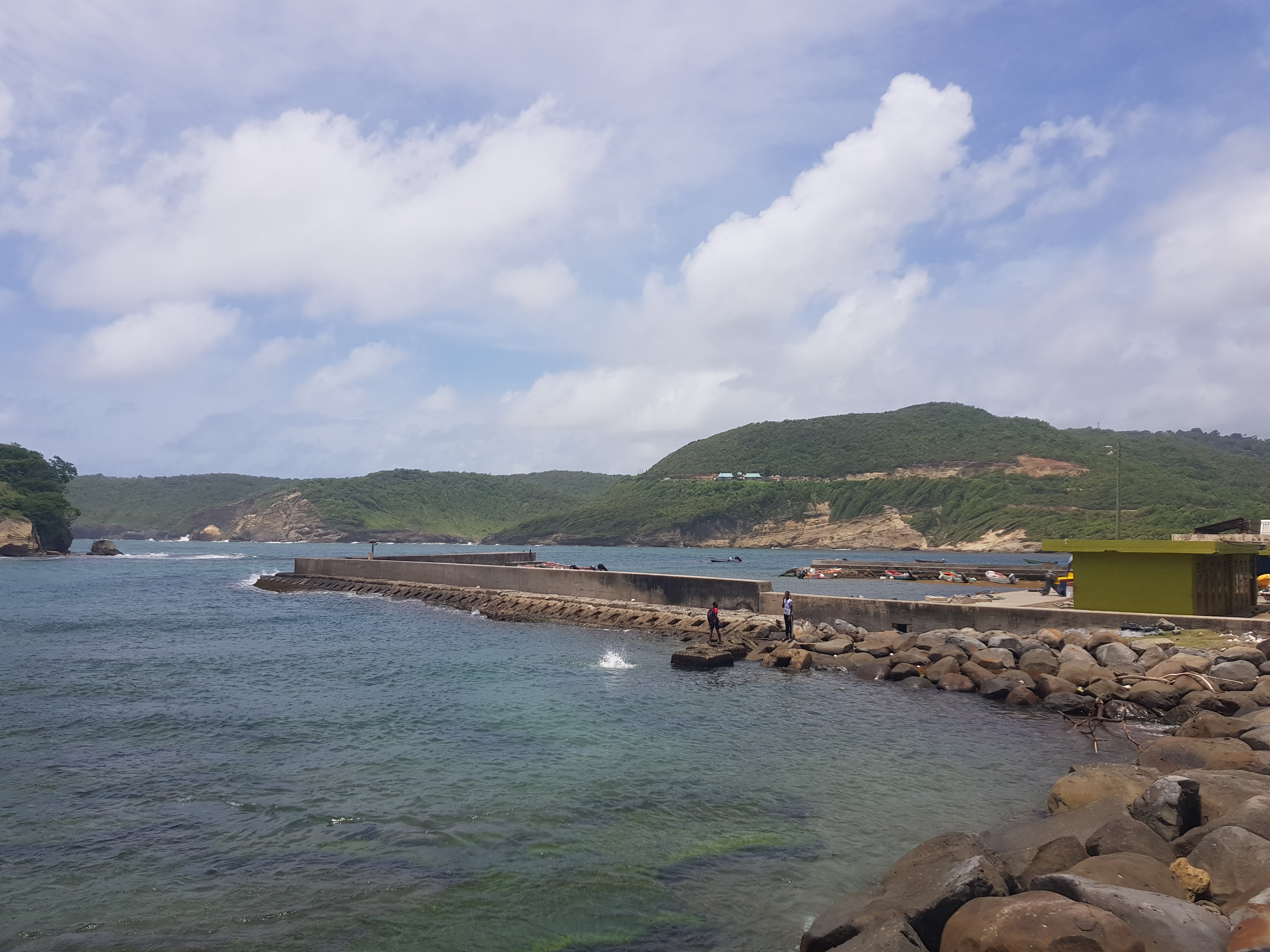
Jetée de Dennery dans la baie de Dennery.
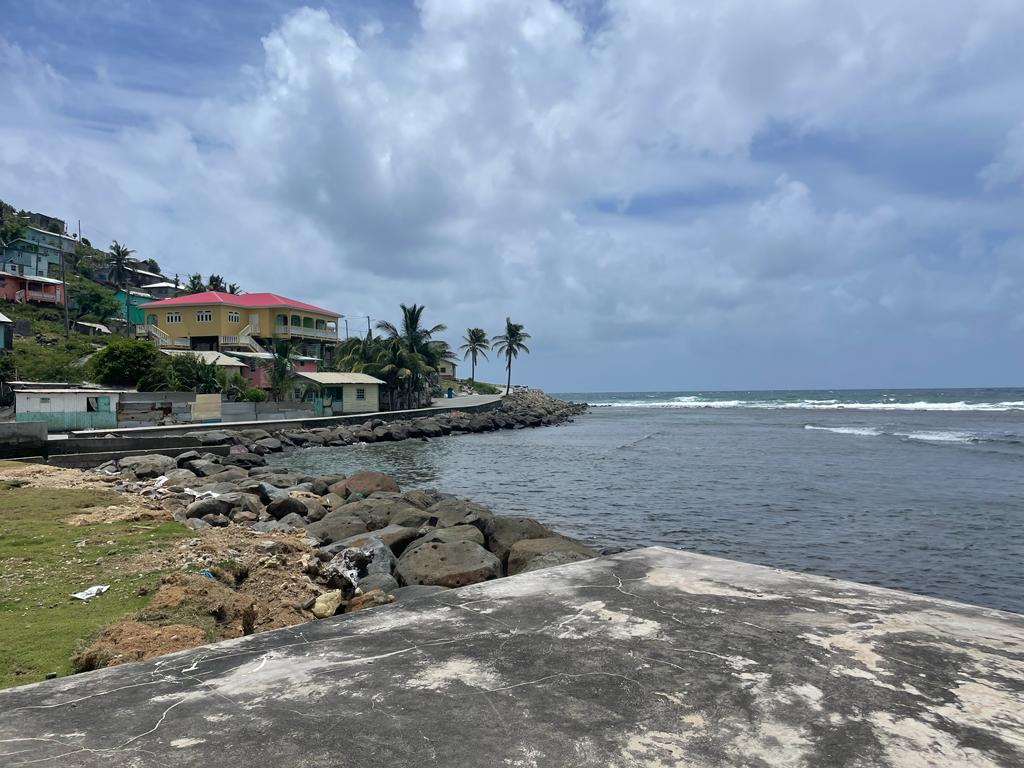
Baie de Dennery.